# Max Günther (Kulturfunktionär)
Max Hermann Günther (* 31. Dezember 1887 in Pobershau; † nach Januar 1945) war ein sächsischer Kulturfunktionär in der Zeit des Nationalsozialismus. Er war Schuldirektor, Kreiskulturwart und Vorstandsmitglied des Heimatwerkes Sachsen. Er gilt neben Friedrich Emil Krauß als Förderer und Pfleger erzgebirgischer Traditionen in der Zeit und im Sinne des Nationalsozialismus.

## Leben
Er war der Sohn des Bauführers Louis Hermann Günther aus Pobershau im Erzgebirge und dessen Frau Marie Auguste, geborene Kraus. In Pobershau besuchte er von 1894 bis 1902 die örtliche Volksschule. Er wechselte dann an das Vorseminar und das Seminar in Annaberg. Nach Besuch des Realgymnasiums Annaberg 1908/09 studierte Günther 1909/10 an den Universitäten in Kiel und München. Zu Ostern 1910 schrieb er sich an der Universität Leipzig ein, wo er sich philosophischen, historischen, nationalökonomischen und philologischen Studien widmete. Er wurde 1912 mit der Dissertation „Die soziologischen Grundlagen des naturalistischen Dramas der jüngsten deutschen Vergangenheit“ bei Karl Lamprecht und Johannes Volkelt zum Dr. phil. promoviert. Nach der abgeschlossenen Lehrerausbildung war er bereits 1920 als Studienrat in Annaberg tätig. Zum 1. Mai 1933 trat er der NSDAP bei (Mitgliedsnummer 1.934.567). Seit demselben Jahr war er als Kreiskulturamtsleiter des Kreises Annaberg-Obererzgebirge der NSDAP tätig. Ebenfalls 1933 bereitete er die Schaffung einer eigenen erzgebirgischen Festtags- und Sonntagstracht vor. Am 21. Mai 1935 wurden im Frohnauer Hammer vor geladenen Gästen der Kreise Annaberg, Aue und Marienberg verschiedene Trachtenversuche vorgestellt. Das traditionelle Kopftuch wurde beispielsweise durch die mit Spitzen besetzte Barbara-Uttmann-Haube ersetzt. Diese Fest- und Sonntagstracht wurde 1935 nach Genehmigung durch den Reichsstatthalter und Gauleiter Martin Mutschmann im Erzgebirge eingeführt und mit Hilfe des Erzgebirgsvereins stark verbreitet, so dass sie teilweise noch heute von Trachten-, Mundart- und Musikgruppen getragen wird.
Gemeinsam mit Hans Wittig-Friesen verfasste er das Buch der Treue, das 1934 von Werner Vogelsang Adolf Hitler persönlich überreicht wurde und auf 78 Pergamentblättern die Geschichte der Verbreitung des Nationalsozialismus im Obererzgebirge beinhaltete.
1935 organisierte er unter der Schirmherrschaft des Reichsstatthalters Martin Mutschmann in Annaberg die überregionale Schau Weihnachtsglück im Erzgebirge, die Vorbild für die darauffolgende, überaus erfolgreiche Feierohmd-Ausstellung in Schwarzenberg/Erzgeb. unter Leitung von Friedrich Emil Krauß war.
Gemeinsam mit Curt Lahr, Arthur Graefe und Georg Hartmann von der sächsischen Staatskanzlei sowie Friedrich Emil Krauß und dem Meißner NSDAP-Kreisleiter Karl Hans Drechsel gründete er 1936 das Heimatwerk Sachsen, das unter Schirmherrschaft des Reichsstatthalters Mutschmann der Steuerung und Gleichschaltung aller kulturellen Bestrebungen im Freistaat Sachsen im Sinne der NSDAP diente. Maßgeblich versuchte er Anteil an der Entwicklung der Kultur im sächsischen und ab 1938 durch die Angliederung des Sudetenlandes auch im böhmischen Teil des Erzgebirges zu nehmen, indem er beispielsweise 1941 neue Aufgaben für die Erzgebirger formulierte und publizierte, die ganz im Zeichen des Nationalsozialismus und der Kriegsverhältnisse standen.
Im Herbst 1940 übernahm er kommissarisch bis 1944 die Führung des gesamtdeutschen Erzgebirgsvereins von Werner Vogelsang.
Nachdem am 7. Mai 1941 die Lehrerbildungsanstalt in Annaberg eröffnet wurde, wurde er deren Direktor.

## Veröffentlichungen
- Kulturgeschichte in den Oberklassen höherer Schulen. In: Entwurf eines Lehrplans für den Unterricht in Geschichte und Staatsbürgerkunde in den Human-, Real- und Reformgymnasien des Freistaates Sachsen. 1920.
- Vortrag des Kreiskulturwartes der NSDAP Annaberg Dr. Günther zur Haupttagung des EV in Thalheim. In: Erzgebirgsverein (Hrsg.) Glück auf!, Zeitschrift des Erzgebirgsvereins. Schwarzenberg 1933, S. 253–256.
- Der deutsche Bauer. Geschichte des deutschen Bauerntums. In: Neue Bahnen. 45. Jahrgang, Nr. 9, Dürr, Leipzig 1934, S. 273–277 (Digitalisat, abgerufen am 1. Februar 2016).
- Warum eine erzgebirgische Tracht? In: Erzgebirgsverein (Hrsg.) Glück auf!, Zeitschrift des Erzgebirgsvereins. 55. Jahrgang, Nr. 8, Gärtner, Schwarzenberg August 1935, S. 178–179.
- Weihnachtsglück im Erzgebirge. In: Erzgebirgsverein (Hrsg.) Glück auf!, Zeitschrift des Erzgebirgsvereins. 55. Jahrgang, Nr. 8, Gärtner, Schwarzenberg August 1935, S. 253–254.
- Unsere Aufgaben. In: Erzgebirgsverein (Hrsg.) Glück auf!, Zeitschrift des Erzgebirgsvereins. 61. Jahrgang, Nr. 10–11, Gärtner, Schwarzenberg August 1941, S. 97–99.
- Dorfkultur. In: Erzgebirgsverein (Hrsg.) Glück auf! Zeitschrift des Erzgebirgsvereins. 62. Jahrgang, Nr. 10–11, Gärtner, Schwarzenberg August 1942, S. 1–5.